# Західна Ся
Сі Ся — (кит.: 西夏, Xī Xià, «Західна Ся»; 1038–1227) — держава, утворена наприкінці Х ст. тибето-бірманськими племенами мінья (тангути) на території сучасних китайських провінцій Ганьсу і західної частини Шеньсі. Відома також як Тангутська імперія. Завойована Ордою і включена до складу царства Ординського. Саме під час цього походу помер Чингізхан, власною смертю. Контролювала східний відрізок Великого Шовкового шляху.

## Історія
Тангути були підданими Сунської імперії до повстання 982 року, яке змусило китайських імператорів до 1006 року фактично визнати незалежність тангутів. Розквіт тангутської імперії припав на правління Лі Юаньхао (1032–1048), який дав своїй державі ім'я стародавнього хунського царства Ся (буквально Сі Ся — «Західне Ся», на захід від історичних земель хунну), прийняв титул імператора та спробував поширити свою владу на весь Китай. У 1044 році сунські правителі погодилися виплачувати йому данину в обмін на припинення набігів.
Протягом двохсот наступних років правителі Західного Ся періодично вступали в боротьбу з киданьскою династією Ляо і чжурчженьською імперією Цзінь. Їх система управління була вибудувана за сунським зразком, проте буддизм був зведений в ранг державної релігії. Була прийнята самобутня система тангутського письма, яку розробив придворний каліграф Єлі́ Женьжун за сприяння та під наглядом імператора Цзінцзуна.
У 1227 держава тангутів впала під ударами Чингісхана.

## Основні тангутські царі та правителі держави Сі Ся
Вани мінья (танґутів):
| Храмове ім'я: | Храмове ім'я: | Храмове ім'я: | Особисте ім'я: | Особисте ім'я: | Особисте ім'я: | Роки:     | Роки:     |
| китайською    | піньїнь       | українською   | китайською     | піньїнь        | українською    | життя     | правління |
| ------------- | ------------- | ------------- | -------------- | -------------- | -------------- | --------- | --------- |
|               |               |               | 李思恭         | Lǐ Sīgōng      | Лі Сиґун       | ?-886     | ?-886     |
|               |               |               | 李思谏         | Lǐ Sījiàn      | Лі Сицзянь     | ?-908     | ?-908     |
|               |               |               | 李仁祐         | Lǐ Rényòu      | Лі Женью       |           |           |
|               |               |               | 李彝昌         | Lǐ Yíchāng     | Лі Їчан        |           | 908-909   |
|               |               |               | 李仁福         | Lǐ Rénfú       | Лі Женьфу      | ?-933     | 909-933   |
|               |               |               | 李仁福         | Lǐ Yíchāo      | Лі Їчао        | ?-935     | 933-935   |
|               |               |               | 李彝興         | Lǐ Yíxìng      | Лі Їсін        | ?-967     | 935-967   |
|               |               |               | 李克睿         | Lǐ Kèruì       | Лі Кежуй       | ?-978     | 967-978   |
|               |               |               | 李继筠         | Lǐ Jìyún       | Лі Цзіюнь      | ?-980     | 978-980   |
|               |               |               | 李继捧         | Lǐ Jìpěng      | Лі Цзіпен      | ?-1004    | 980-982   |
|               |               |               | 李继迁         | Lǐ Jìqiān      | Лі Цзіцянь     | 963-1004  | 982-1004  |
|               |               |               | 李德明         | Lǐ Démíng      | Лі Демін       | 981-1032  | 1004-1032 |
| 景宗          | Jǐngzōng      | Цзінцзун      | 李元昊         | Lǐ Yuánhào     | Лі Юаньхао     | 1003-1048 | 1032-1048 |
| 毅宗          | Yìzōng        | Їцзун         | 李谅祚         | Lǐ Liàngzuò    | Лі Лянцзо      | 1047-1067 | 1048-1067 |
| 惠宗          | Huìzōng       | Хуейцзун      | 李秉常         | Lǐ Bǐngcháng   | Лі Бінчан      | 1061-1086 | 1067-1086 |
| 崇宗          | Chóngzōng     | Чунцзун       | 李乾顺         | Lǐ Gānshùn     | Лі Ґаньчунь    | 1083-1139 | 1086-1139 |
| 仁宗          | Rénzōng       | Женьцзун      | 李仁孝         | Lǐ Rénxiào     | Лі Женьсяо     | 1124-1193 | 1139-1193 |
| 桓宗          | Huánzōng      | Хуаньцзун     | 李纯祐         | Lǐ Chún yòu    | Лі Чунью       | 1177-1206 | 1193-1206 |
| 襄宗          | Xiāngzōng     | Сянцзун       | 李安全         | Lǐ Ānquán      | Лі Аньцюань    | 1170-1211 | 1206-1211 |
| 神宗          | Shénzōng      | Ченьцзун      | 李遵頊         | Lǐ Zūnxū       | Лі Цзуньсюй    | 1163-1226 | 1211-1223 |
| 献宗          | Xiànzōng      | Сяньцзун      | 李德旺         | Lǐ Déwàng      | Лі Деван       | 1181-1226 | 1223-1226 |
| 末帝          | Mòdì          | Моді (Можу)   | 李睍           | Lǐ Xiàn        | Лі Сянь        | ?-1227    | 1226-1227 |

Тангутські царі Лі Цзіцянь та Лі Демін поховані у мавзолеях, розташованих на території Імператорських гробниць Західної Ся. Там же знайшли спочинок і сім імператорів Сі Ся: Лі Юаньхао, Лі Лянцзо, Лі Бінчан, Лі Ґаньчунь, Лі Женьсяо, Лі Чунью та Лі Аньцюань, а також члени їх родин і видатні особи.

## Сі Ся на сторінках Галицько-Волинського літопису
Дожидаючи бог покаяння християнського, повернув їх назад на землю східну, і пустошили вони землю Тангутську, і на інші країни ходили. Тоді ж і Чингіз, хан їх, тангутами убитий був, а їх, тангутів, обманувши, татари потім лукавством погубили. І інші землі вони війнами, а найпаче хитрістю погубили.

## Вивчення

Західна Ся (Western Xia) на карті XIII століття: між каракитаями, Тибетом, Монголією і Цзінь

Початок дослідженню їх культури, писемності і мови поклала знахідка П. К. Козловим великої бібліотеки тангутських текстів на розкопках мертвого міста Хара-Хото в 1909 році.

## Див також
Ghost Blows Out the Light